# Norihisa Satake
Norihisa Satake (佐竹 敬久, Satake Norihisa) és un polític japonés i actual governador de la prefectura d'Akita des del 20 d'abril de 2009. Anteriorment, Satake va ser alcalde de la ciutat d'Akita des del 2001 fins al 2009. És descendent del clan Satake. Actualment, a data de 2020, Satake es troba a la seua tercera legislatura com a governador.
Norihisa Satake va nàixer el 15 de novembre de 1947 a la vila de Kakunodate, actual ciutat de Senboku, a la prefectura d'Akita. Va graduar-se a la Universitat de Tohoku amb una diplomatura d'enginyeria de precisió. Un any després, el 1972 va començar treballant al govern prefectural d'Akita, exercint diversos càrrecs fins al 1997, any on ajudaria a resteblir el Consell d'Investigació Econòmica Regional. El 2001 va guanyar per primera vegada les eleccions per a esdevindre alcalde de la ciutat d'Akita, càrrec que conservaria durant dues legislatures, fins 2009. L'any 2009 esdevé governador d'Akita recolzat per la secció local del Partit Liberal Democràtic i pel Partit Socialdemòcrata.